# Фрич, Агасфер
Агасфер Фрич (нем. Ahasverus Fritsch; 16 декабря 1629, Мюхельн — 24 августа 1701, Рудольштадт) — германский учёный-правовед и автор религиозных гимнов; жил в эпоху барокко.

## Биография
Был сыном мэра Мюхельна. В 1631 году его семья была вынуждена бежать из родного города после опустошительного пожара, случившегося во время Тридцатилетней войны. Позже учился в гимназии в Галле, в 1650 году поступил на юридический факультет Йенского университета. С 1657 года был домашним учителем у графа Альберта Антона Шварцбург-Рудольштадтского (нем. Albert Anton (Schwarzburg-Rudolstadt)). В 1665 году стал секретарём суда, а в 1687 году — канцлером Шварцбург-Рудольштадта (в некоторых источниках даты получения им тех или иных должностей различаются). Считается едва ли не первым германским юристом, писавшим статьи юридической тематики в прессу. Умер в Рудольштадте.
Кроме целого ряда сочинений юридического, политического и публицистического содержания, собранных Грибнером (Нюрнберг, 1731—1732), он написал много богословских и аскетических произведений, из которых очень распространены были «Christentumsfragen» (Дрезден, 1841) и «Himmelsüsse Jesuslieder», и множество церковных гимнов. Всего сохранилось около 300 его сочинений. Его поэтические произведения оказали влияние на творчество немецкой принцессы и религиозной поэтессы Людмилы Елизаветы Шварцббург-Рудольштадтской.